# Woman's Building (Chicago)
Ne doit pas être confondu avec Woman's Building (Los Angeles).

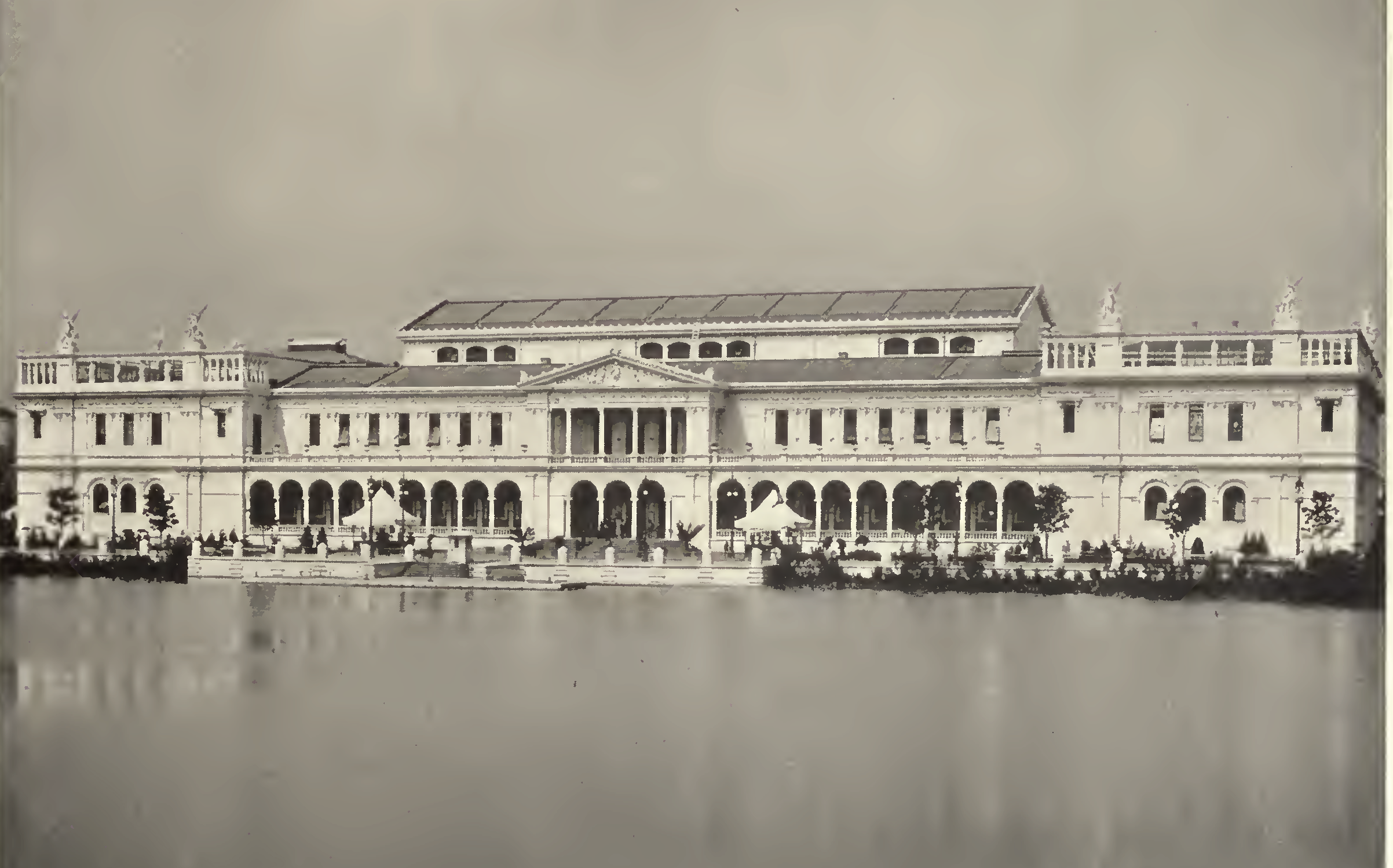
Le Woman's Building à l'Exposition universelle de 1893 de Chicago.

Le Woman's Building (Pavillon de la femme) a été conçu par Sophia Hayden pour l'Exposition universelle de 1893 qui s'est tenue à Chicago. Il comprenait un espace d'exposition, une salle d'assemblée, une bibliothèque et un hall d'honneur. « Il faudra beaucoup de temps avant qu'une telle agrégation du travail des femmes, comme on peut le voir maintenant dans le Woman's Building, puisse être à nouveau rassemblée de toutes les parties du monde. »

## Les origines
À partir de 1889, des militantes de Chicago ont fait pression pour faire de leur ville le lieu de l'exposition universelle de 1893. Elles ont également milité pour qu'une place officielle soit accordée aux femmes dans la planification et les expositions de la foire. Sous l'égide d'Emma Gilson Wallace, elles ont suggéré la création d'un « Département des femmes pour la foire » (Women's Department for the Fair). Ces activistes provenaient de diverses organisations de femmes impliquées dans la philanthropie, l'éducation et la lutte pour le droit de vote.  
Le Comité du Quatro-Centenaire du Sénat (Quatro-Centennial Committee of the Senate), le comité commémorant le 400e anniversaire du premier voyage de Christophe Colomb en Amérique, a approuvé le projet de loi désignant Chicago comme site de l'exposition. Lorsque le projet de loi a été envoyé à la Chambre des représentants, William McKendree Springer y a ajouté un amendement visant à créer un conseil d'organisatrices (Board of Lady Managers). La Chambre a accepté le projet de loi et en 1890, le président Benjamin Harrison a signé le projet de loi. 
Les nominations au conseil d'administration, durant la Commission nationale, furent au nombre de 117, dont deux Lady Managers en provenance de chaque État, territoire et district de Columbia, ainsi que des membres à titre individuel. Parmi leurs fonctions, les Lady Managers étaient chargées des plans du Hall des femmes (Women's Hall). 

### Conseil des Organisatrices

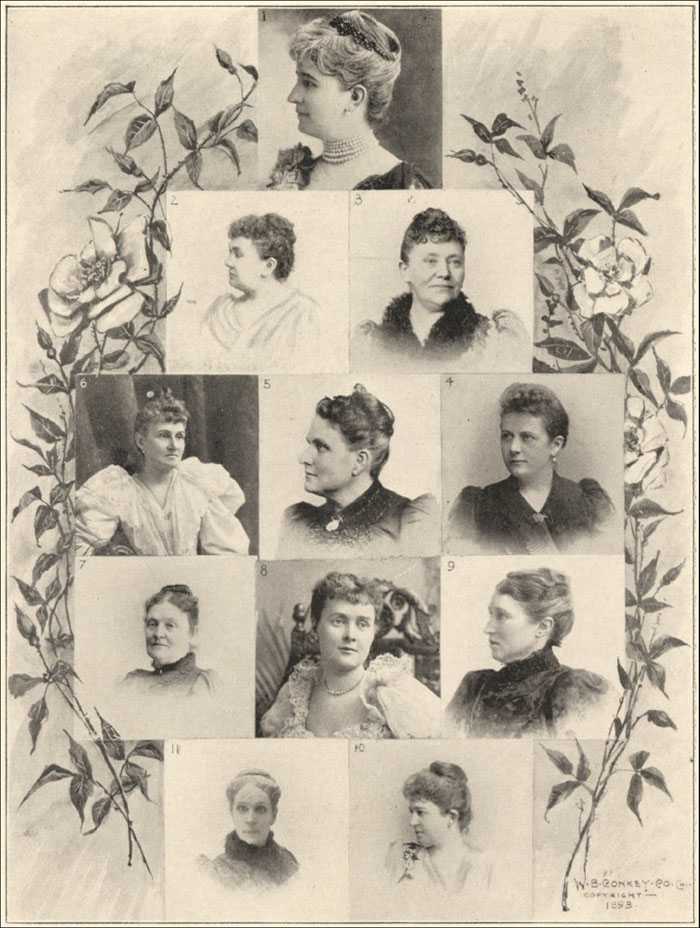
Officiers du Conseil des organisatrices.

Membres principales du Conseil des organisatrices
- Madame Potter Palmer – Présidente
- Madame Susan G. Cook – Secrétaire
- Madame VC Meredith – Vice-présidente du comité exécutif
- Madame Russell B. Harrington – Vice-présidente générale
- Madame John A. Logan – Vice-présidente du Comité des cérémonies

Vice-Présidentes du Conseil des organisatrices
- Madame Ralph Trautman – Première vice-présidente
- Madame Edwin C. Burleigh – Deuxième vice-présidente
- Madame Charles Pierce – Troisième vice-présidente
- Mlle KL Minor – Quatrième vice-présidente
- Madame Beriah Wilkins – Cinquième vice-président
- Madame Susan R. Ashley – Sixième vice-présidente
- Madame Flora Beall Ginty – septième vice-présidente
- Madame Margaret Blaine Salisbury – huitième vice-présidente

Membres résidents du Conseil des organisatrices
- Madame Potter Palmer
- Madame Solomon Thacher, Jr.
- Madame L. Brace Shattuck
- Madame James A. Mulligan
- Dr. Frances Dickenson
- Madame MRM Wallace
- Madame Pierre Leander
- Madame James R. Doolittle, Jr.
- Madame. Matilda B. Carse

## Bâtiment

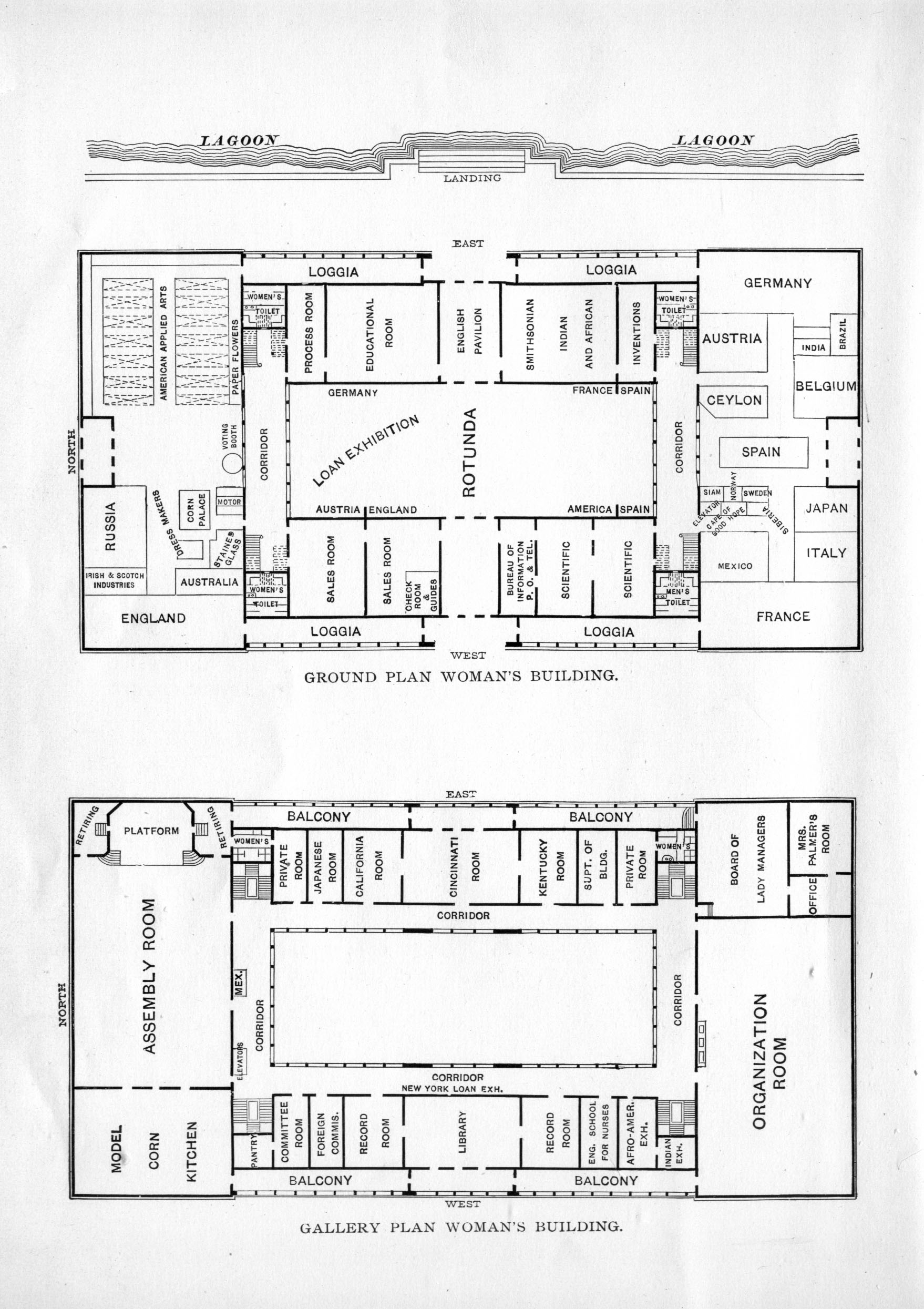
Plan d'ensemble et plan de base du Woman's Building, Exposition universelle de 1893.

14 femmes architectes ont soumis un projet pour le Woman's Building. Le conseil des architectes a sélectionné celui de Sophia Hayden. Alice Rideout a été choisie comme sculptrice officielle pour le bâtiment. Elle a créé les groupes de sculptures extérieures et le fronton. Enid Yandell a quant à elle conçu et créé la cariatide qui soutenait le jardin sur le toit. Candace Wheeler a supervisé la décoration intérieure. 
La décoration intérieure comprenait des peintures murales peintes par Mary Fairchild MacMonnies Low sur le thème de la femme primitive (Primitive Woman) et par Mary Cassatt sur celui de la femme moderne (Modern Woman). La peinture murale de Cassatt , mesurant près de 18 mètres par 4 mètres et destiné au tympan nord situé au-dessus de l'entrée de la galerie d'honneur, mettait en valeur les avancées des femmes à travers l'histoire. Les quatre panneaux du Hall d'honneur ont été peints par Lucia Fairchild Fuller, Amanda Brewster Sewell, Rosina Emmet Sherwood et Lydia Field Emmet. La sculptrice britannique Ellen Mary Rope a réalisé un bas-relief, représentant L'Espoir, la Charité, la Foi et la Sagesse céleste, qui a ensuite été présenté dans la salle à manger des premières Ladies' Residential Chambers (Chambre des dames) à Londres, un projet des cousines Rhoda et Agnes Garrett. La fresque du plafond de la bibliothèque a été peinte par Dora Wheeler Keith. 

## Expositions

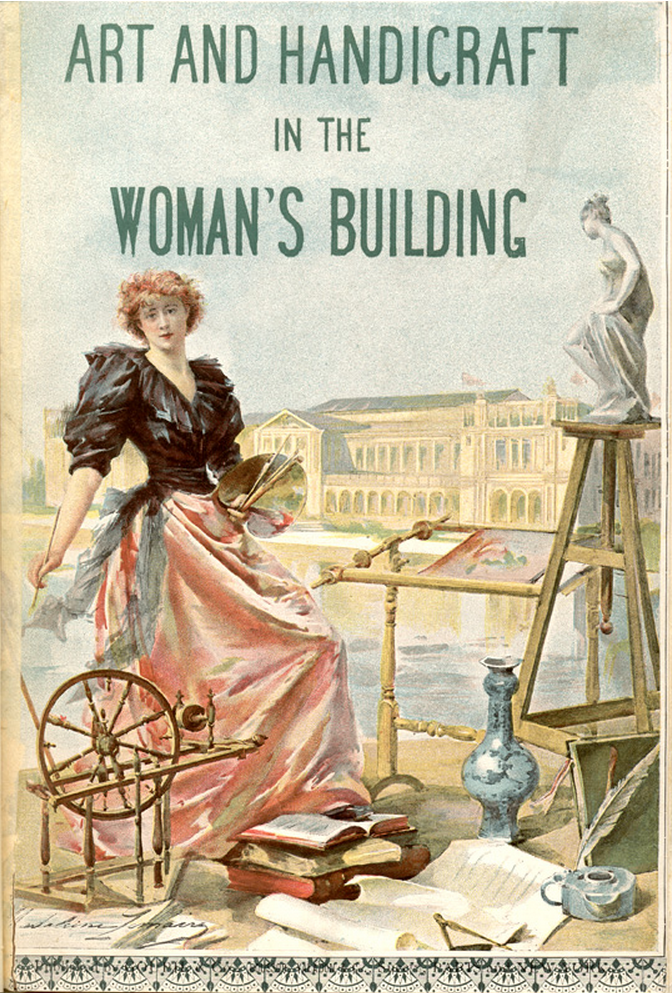
Affiche de Madeleine Lemaire pour l'exposition L'art et l'artisanat dans le Pavillon de la femme.

Le Woman's Building contenait des expositions de travaux de femmes dans divers domaines, allant des beaux-arts, des arts appliqués, de la littérature et de la musique aux sciences et à l'économie domestique. Il y avait également des expositions sur les femmes dans l'histoire américaine et dans d'autres cultures à travers le monde. 
L'annexe du Woman's Building était le Children's Building (le Pavillon des enfants) qui présentait les meilleures pratiques américaines du XIXe siècle en matière d'éducation des enfants. 

## Héritage
Les expositions du Woman's Building ont encouragé l'aristocrate danoise, Sophie Oxholm, à organiser une exposition de femmes à Copenhague, qui a finalement eu lieu en 1895. 
Les bâtiments des expositions universelles sont souvent démolis à la fin de l'événement. Le Woman's Building a donc été détruit dans le cadre de la démolition générale à l'issue de la foire. Après l'exposition, la peinture murale de Mary Cassatt et de nombreuses autres œuvres d'art de nombreuses femmes ont été placées dans des réserves et perdues par la suite. 
Quatre-vingt ans plus tard, l'existence du Woman's Building s'était presque effacé de l'histoire. Avec l'essor du féminisme de la deuxième vague, les femmes ont commencé à s'intéresser à leur propre histoire. L'artiste féministe Judy Chicago et son équipe d'étudiantes, au moment de la création de l’œuvre collaborative The Dinner Party, ont découvert un exemplaire du catalogue du Woman's Building dans une librairie d'occasion. Lorsque le Woman's Building de Los Angeles a été inauguré en 1973, les fondatrices ont décidé de nommer leur organisation d'après le Woman's Building de 1893.

## Galerie

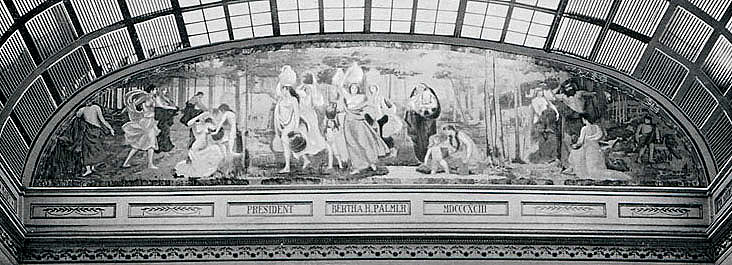
Mary Fairchild MacMonnies - Femme primitive - Décoration pour le Woman's Building de l'exposition universelle de 1893.
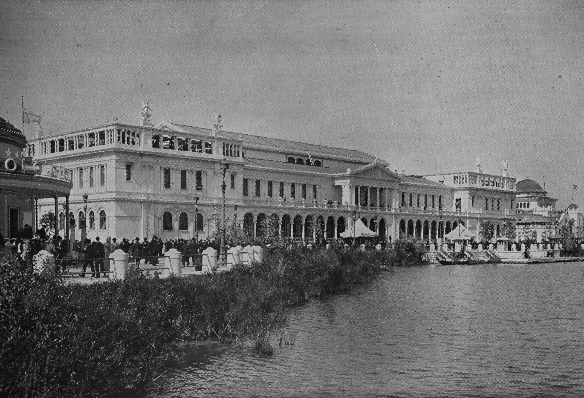
The Woman's Building, Exposition universelle de Chicago, 1893.
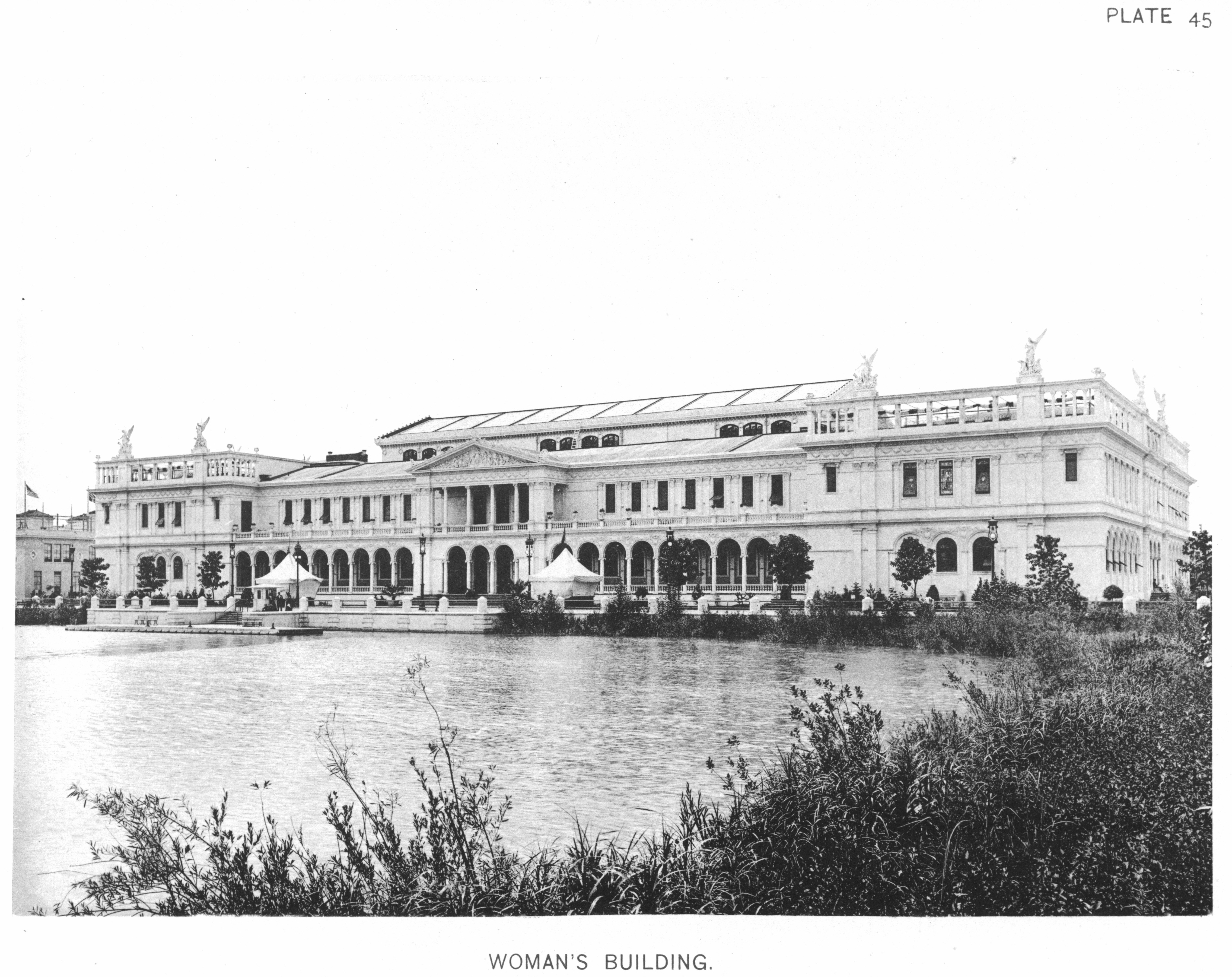
Woman's Building, Exposition universelle de Chicago, 1893.
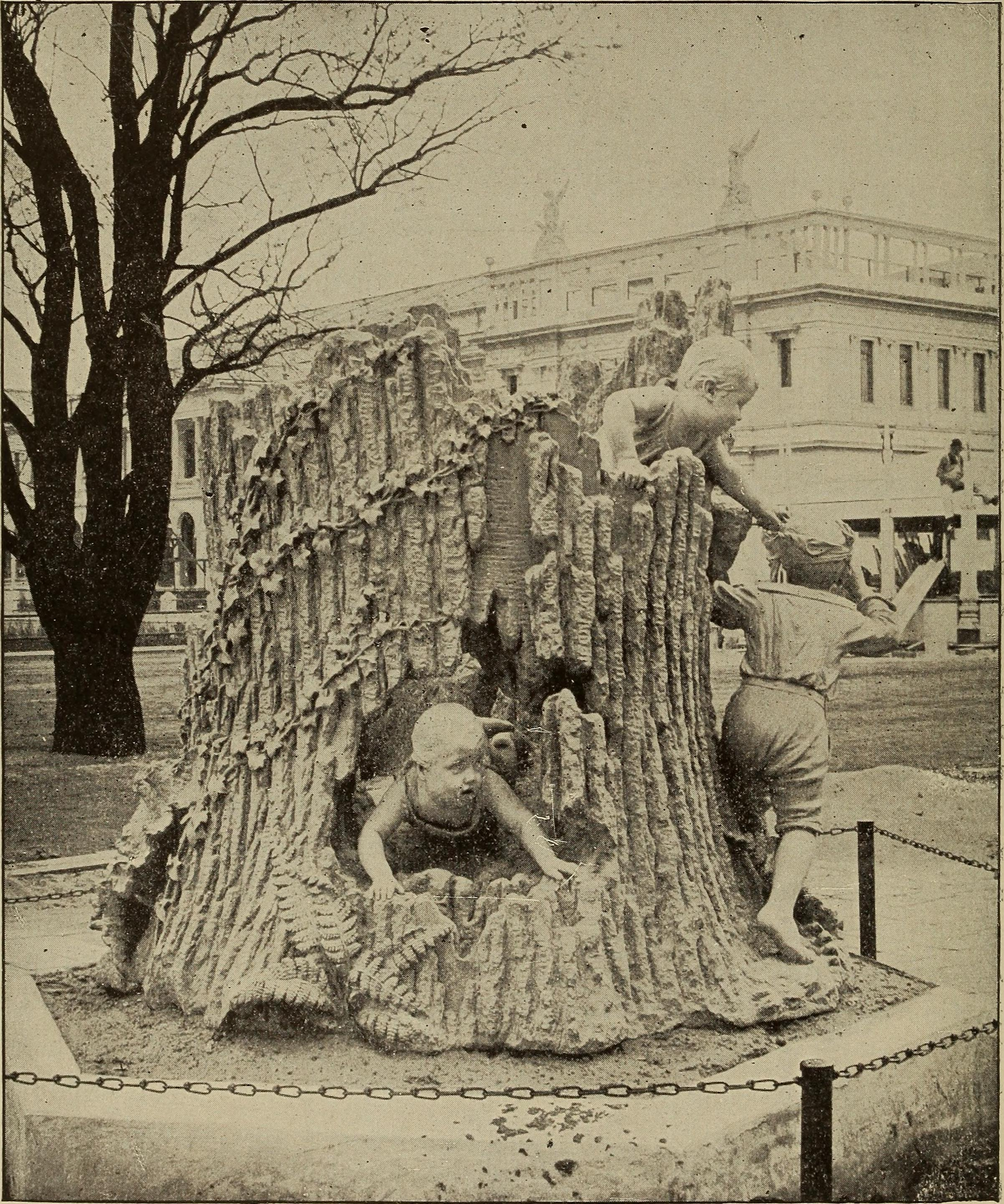
Cache-cache, groupe sculptural devant le Woman's Building.
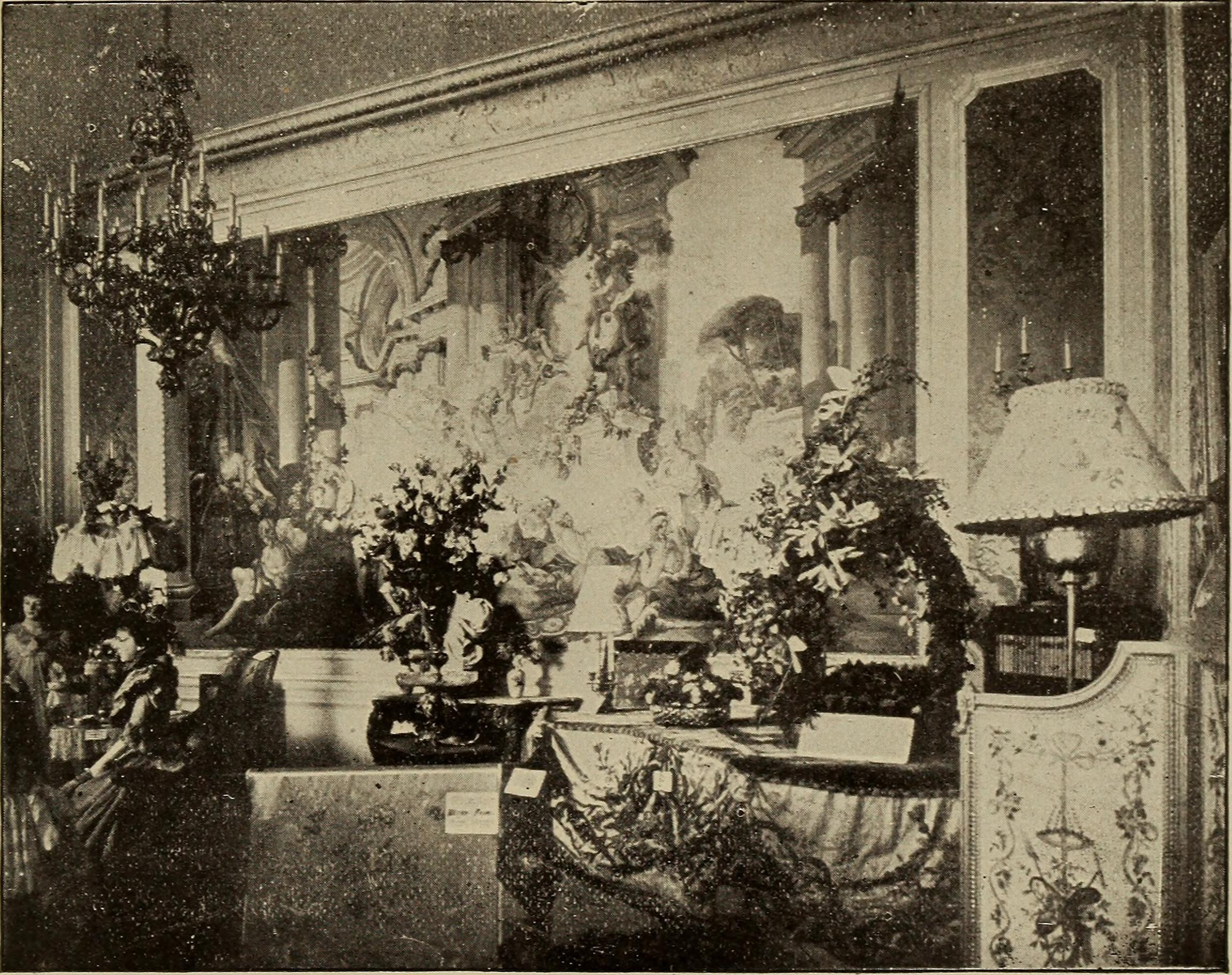
Vue de l'exposition française dans le Woman's Building.
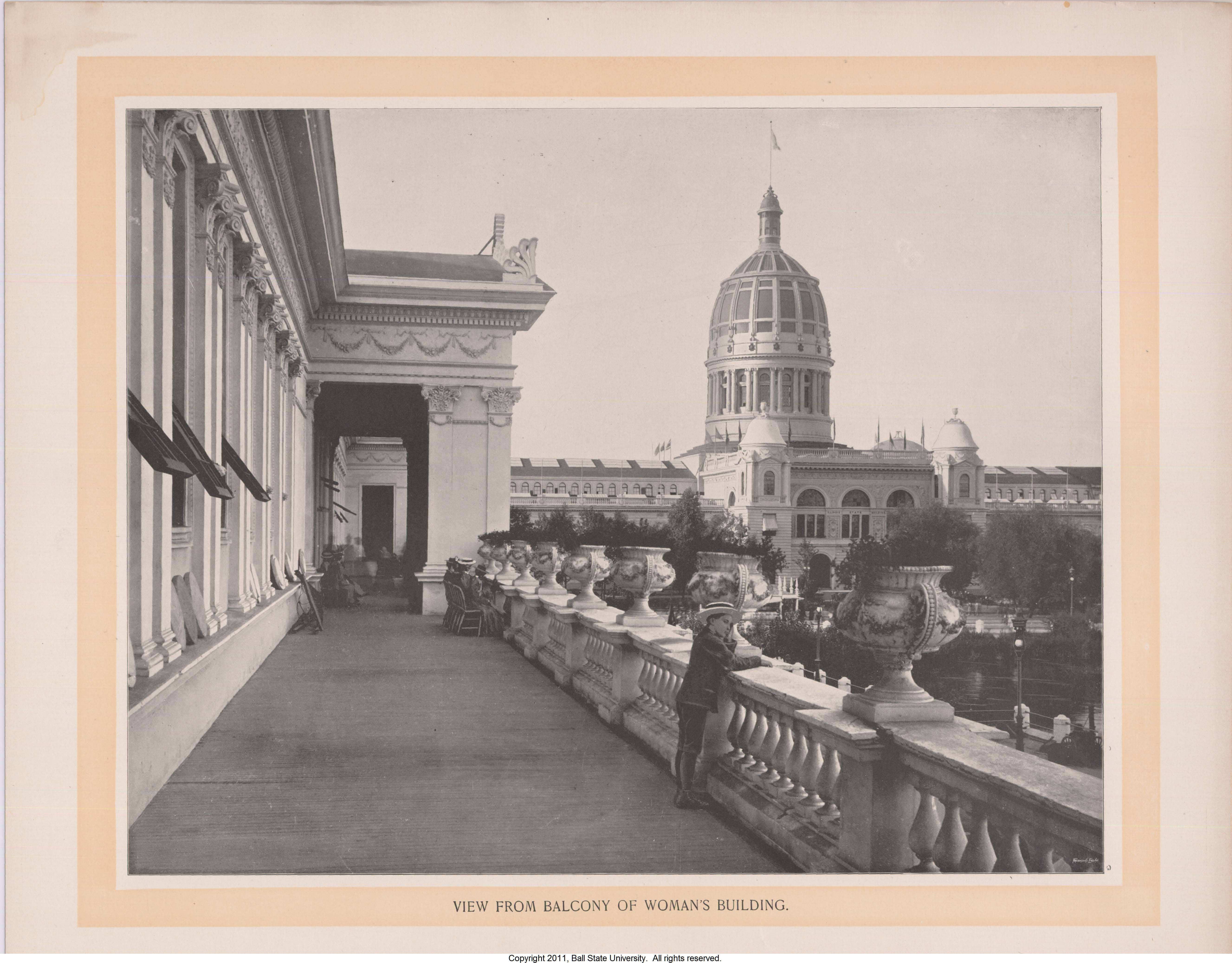
Vue depuis le balcon du Woman's Building, William Henry Jackson, 1893.
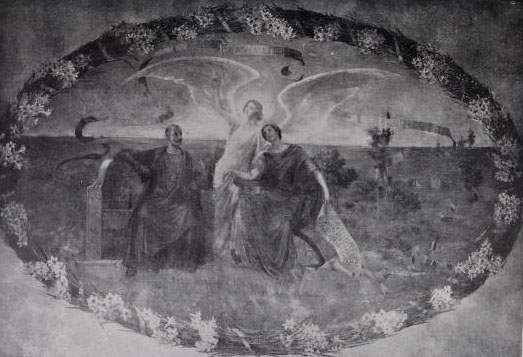
Peinture murale de plafond de bibliothèque par Dora Wheeler Keith.
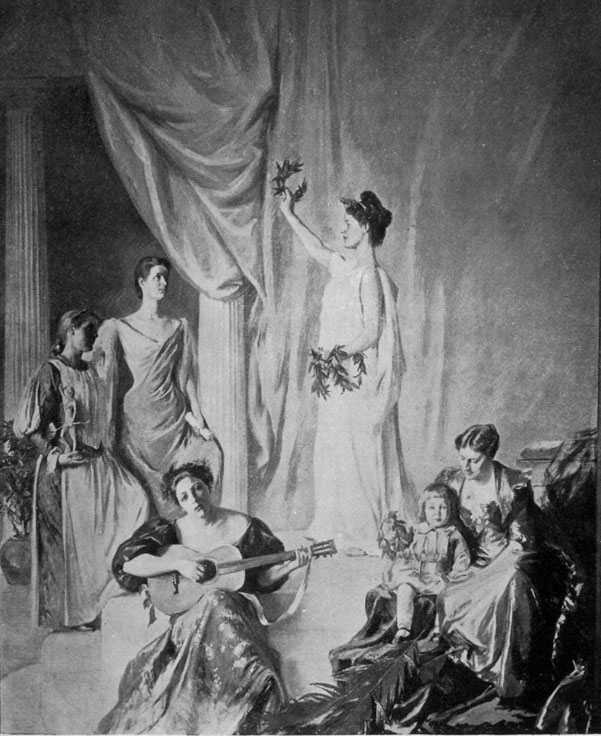
Fresque La République souhaite la bienvenue à ses filles par Rosina Emmet Sherwood.